# John Gadret
John Gadret (Épernay, 1979. április 22. –) egy visszavonult francia profi kerékpáros. Országúton és cyclo-cross-ban egyaránt versenyezett.

## Eredményei cyclo-cross-ban
| 1997 3., Francia cyclo-cross bajnokság - Junior 1999 2., Francia cyclo-cross bajnokság - U23 3., Pontchâteau 2000 2., Francia cyclo-cross bajnokság - U23 3., Cyclocross International de Dercy 2001 2., Limoges 2., Liévin 2002 1., Lapalisse 1., Saint-Junien-les-Combes 1., Pontchâteau 3., Francia cyclo-cross bajnokság 2003 1., Authée-sur-Cher Cyclocross 2., Francia cyclo-cross bajnokság 2004 1., Francia cyclo-cross bajnokság 1., Châteaubernard 1., Nœux-les-Mines | 2005 1., Châteaubernard 1., Nœux-les-Mines 2., Francia cyclo-cross bajnokság 2006 1., Francia cyclo-cross bajnokság 2., Hoogerheide 2., Hénin-Beaumont 2007 1., Gravelines 2., Francia cyclo-cross bajnokság 2008 2., Camors 2., Francia cyclo-cross bajnokság 2009 2., Marle 2010 2., Marle 2011 2., Francia cyclo-cross bajnokság |

## Eredményei országúti versenyzésben
| 2005 3. - GP de Villers-Cotteręts 4. - Tro-Bro Léon 4., Francia országúti bajnokság - Mezőnyverseny 8. - GP Schwarzwald 9. - GP de Wallonie 10. - Trophée des Grimpeurs - Polymultipliée 2006 2. - Hellemmes 2007 1. - GP Kanton Aargau Gippingen 1., összetettben - Tour de L’Ain 1., 3. szakasz 7., összetettben - Katalán körverseny 7. - Fleche Wallonne 2008 1., 4. szakasz - Tour de l’Ain 2. - Hénin-Beaumont 8., összetettben - Tour de Romandie 10. - Fleche Wallonne | 2009 1. - Marquette-lez-Lille 8., összetettben - Tour de l'Ain 2010 6., összetettben - Route du Sud 2011 3., összetettben - Giro d’Italia 1., 11. szakasz 6., Tour du Doubs 7., összetettben - Tour de l'Ain 2013 3., összetettben - Route du Sud 3., összetettben - Tour de l’Ain 10., összetettben - Critérium International 10., összetettben - Baszk körverseny |

## Grand Tour eredményei
| Grand Tour | 2004    | 2005 | 2006    | 2007 | 2008    | 2009    | 2010 | 2011    | 2012    | 2013 | 2014 |
| ---------- | ------- | ---- | ------- | ---- | ------- | ------- | ---- | ------- | ------- | ---- | ---- |
| Giro       | feladta | -    | feladta | -    | -       | -       | 13.  | 3.      | 11.     | -    | -    |
| Tour       | -       | -    | -       | 54.  | feladta | -       | 18.  | feladta | -       | 22.  | 19.  |
| Vuelta     | -       | -    | -       | -    | 18.     | feladta | -    | -       | feladta | -    | -    |